# Kanton Bonnat
Bonnat is een kanton van het Franse departement Creuse. Het kanton maakt deel uit van het arrondissement Guéret.

## Gemeenten
Het kanton Bonnat omvatte tot 2014 de volgende 13 gemeenten:
- Bonnat (hoofdplaats)
- Le Bourg-d'Hem
- Chambon-Sainte-Croix
- Champsanglard
- Chéniers
- La Forêt-du-Temple
- Linard
- Lourdoueix-Saint-Pierre
- Malval
- Méasnes
- Mortroux
- Moutier-Malcard
- Nouzerolles

Na de herindeling van de kanton bij decreet van 17 februari 2014, met uitwerking op 22 maart 2015, telt het kanton 18 gemeenten , waaronder 6 van het opgeheven kanton Châtelus-Malvaleix.

Op 1 januari 2019 werden de gemeenten Linard en Malval samengevoegd tot de fusiegemeente (commune nouvelle): Linard-Malval.
Sindsdien omvat het kanton volgende gemeenten :
- Bonnat
- Le Bourg-d'Hem
- La Cellette
- Chambon-Sainte-Croix
- Champsanglard
- Châtelus-Malvaleix
- Chéniers
- La Forêt-du-Temple
- Genouillac
- Linard-Malval
- Lourdoueix-Saint-Pierre
- Méasnes
- Mortroux
- Moutier-Malcard
- Nouziers
- Roches
- Saint-Dizier-les-Domaines